# Виктор Зубарев
Виктор Јегорович Зубарев (каз. Виктор Егорович Зубарев; Аксу, 10. април 1973 — Омск, 18. октобар 2004) био је казахстански фудбалер који је играо на позицији нападача.
Преминуо је од предозирања у 32. години живота.

## Статистика каријере

### Репрезентативна
| Репрезентација | Година | Наступи | Голови |
| -------------- | ------ | ------- | ------ |
| Казахстан      | 1997   | 7       | 4      |
| Казахстан      | 1998   | 5       | 6      |
| Казахстан      | 2000   | 5       | 2      |
| Казахстан      | 2002   | 1       | 0      |
| Укупно         | Укупно | 18      | 12     |

### Голови за репрезентацију
| #  | Датум      | Место             | Противник | Гол   | Резултат | Такмичење                                |
| -- | ---------- | ----------------- | --------- | ----- | -------- | ---------------------------------------- |
| 1  | 1997-06-11 | Лахор, Пакистан   | Пакистан  | 5 : 0 | 7 : 0    | Квалификације за Светско првенство 1998. |
| 2  | 1997-06-11 | Лахор, Пакистан   | Пакистан  | 6 : 0 | 7 : 0    | Квалификације за Светско првенство 1998. |
| 3  | 1997-06-11 | Лахор, Пакистан   | Пакистан  | 7 : 0 | 7 : 0    | Квалификације за Светско првенство 1998. |
| 4  | 1997-10-04 | Алмати, Казахстан | Јапан     | 1 : 1 | 1 : 1    | Квалификације за Светско првенство 1998. |
| 5  | 1998-12-03 | Сисакет, Тајланд  | Лаос      | 1 : 0 | 5 : 0    | Азијске игре 1998.                       |
| 6  | 1998-12-03 | Сисакет, Тајланд  | Лаос      | 3 : 0 | 5 : 0    | Азијске игре 1998.                       |
| 7  | 1998-12-03 | Сисакет, Тајланд  | Лаос      | 4 : 0 | 5 : 0    | Азијске игре 1998.                       |
| 8  | 1998-12-03 | Сисакет, Тајланд  | Лаос      | 5 : 0 | 5 : 0    | Азијске игре 1998.                       |
| 9  | 1998-12-08 | Бангкок, Тајланд  | Тајланд   | 1 : 1 | 1 : 1    | Азијске игре 1998.                       |
| 10 | 1998-12-10 | Бангкок, Тајланд  | Катар     | 1 : 0 | 2 : 0    | Азијске игре 1998.                       |
| 11 | 2000-04-08 | Доха, Катар       | Пакистан  | 1 : 0 | 4 : 0    | Квалификације за АФК азијски куп 2000.   |
| 12 | 2000-04-08 | Доха, Катар       | Пакистан  | 2 : 0 | 4 : 0    | Квалификације за АФК азијски куп 2000.   |

## Трофеји
Иртиш
- Премијер лига Казахстана: 1997, 1999, 2002, 2003.
- Куп Казахстана: 1997/98.

Аполон Лимасол
- Куп Кипра: 2000/01.